# Ізбиська (Сілезьке воєводство)
Ізбиська (пол. Izbiska) — село в Польщі, у гміні Медзьно Клобуцького повіту Сілезького воєводства.
Населення — 325 осіб (2011).
У 1975-1998 роках село належало до Ченстоховського воєводства.

## Демографія
Демографічна структура станом на 31 березня 2011 року:
|          | Загалом | Допрацездатний вік | Працездатний вік | Постпрацездатний вік |
| -------- | ------- | ------------------ | ---------------- | -------------------- |
| Чоловіки | 154     | 29                 | 107              | 18                   |
| Жінки    | 171     | 34                 | 95               | 42                   |
| Разом    | 325     | 63                 | 202              | 60                   |